# Aldo Puglisi
Aldo Puglisi (ur. 12 kwietnia 1935 w Katanii, zm. 19 lipca 2024 tamże) – włoski aktor teatralny i filmowy.

## Życiorys
Urodził się w Katanii jako syn pary aktorów teatralnych z Sycylii. Zadebiutował na scenie w bardzo młodym wieku u boku swoich rodziców. Wystąpił po raz pierwszy na ekranie w roli głównej jako podły uwodziciel Peppino Califano w komedii Pietra Germiego Uwiedziona i porzucona (Sedotta e abbandonata, 1964). Począwszy od następnego filmu, stopniowo grał coraz mniej ważne role, poświęcił się pracy w teatrze. Był także aktywnym aktorem głosowym i dubbingowym.

## Wybrana filmografia
- 1964: Uwiedziona i porzucona jako Peppino Califano
- 1964: Małżeństwo po włosku jako Alfredo
- 1966: Panie i panowie jako karabinier Mancuso
- 1974: Porwani zrządzeniem losu przez wody lazurowego sierpniowego morza jako kolega Gennarino